# Trichrysis imperiosa
Trichrysis imperiosa (лат.) — вид ос-блестянок рода Trichrysis из подсемейства Chrysidinae.

## Распространение
Китай (Тайвань, Хунань, Гуандун, Хайнань); Австралия, Папуа — Новая Гвинея; Вьетнам; Индонезия,Мьянма, Непал, Таиланд, Шри-Ланка, Индия (Ассам; Карнатака; Керала; Махараштра; Мегхалая; Сикким; Западная Бенгалия; Аруначал Прадеш).

## Описание
Длина тела 8,4—10,6 мм. Ярко-окрашенные металлически блестящие осы. Тело медно-металлическое дорсально на мезосоме; поперечный фронтальный киль (TFC) простой, без ответвлений вверх к оцеллярной области; тергит T2 заканчивается приподнятым килем; область T3 перед ямками сильно нависает над рядом ямок; ряд ямок широкий и отчетливый, с большими ямками, частично слитыми; чёрные пятна стернита S2 маленькие и слитые. Задний край третьего тергита брюшка с 5 небольшими широкими зубцами. Гнездовые паразиты одиночных сфекоидных ос (Crabronidae). Сходен с видом Trichrysis lusca (и в 1991 был с ним синонимизиован) и подобно ему этот вид был включен в род Praestochrysis Кимси и Бохартом (1991) и некоторыми другими авторами (Курзенко и Лелей 2007; Ha et al. 2008). Но виды рода Praestochrysis являются паразитами бабочек семейства Limacodidae. Оба эти вида ос включены в состав видовой группы T. lusca, у которых на третьем тергите 5 зубцов, а не три как у других представителей рода Trichrysis.